# Gervaise de Fontenay
Gervaise de Fontenay ist ein Notname für den unbekannten Autor des Bestiaire divin in der Handschrift Addit. 28260 des British Museum, f. 84ff. Es handelt sich hier um eine Übersetzung des Bestiaire in Reimform, angefertigt wahrscheinlich Ende des 12. oder Anfang des 13. Jahrhunderts von einem gewissen, bislang unbekannten Gervaise.
Vorher gab es bereits zwei Versionen desselben Werkes in französischen Versen: eine von Philippe de Thaon, die andere von Guillaume de Normandie. Wie sie war Gervaise aus der Normandie. Er berichtet uns in seinem Prolog, dass er den lateinischen Text «à Barbarie en l'armoire» gefunden habe. Mit Barbarie ist sicherlich Kloster Barbery gemeint, eine Abtei der Zisterzienser der Diözese Bayeux, gegründet im Jahr 1176. Unter den bis zu drei Gervasius, die im 12. Jahrhundert mit der Abtei von Barbery in Verbindung standen, handelt es sich bei dem sogenannten Gervaise de Fontenay wahrscheinlich um Gervasius, Pfarrer von Fontenay-le-Marmion, der als Zeuge in einer Urkunde aus dem Jahr 1204 genannt ist. Gervaise kann nicht den Rang beanspruchen, den Philippe de Thaon und Guillaume in der Geschichte der französischen Literatur einnehmen. Er besaß weder das große Alter des ersten noch die Originalität des zweiten. Der Erfolg der weltlichen Dichter empörte ihn und er wollte daher versuchen, ob man sich nicht genauso gut mit ernsten Themen befassen könne. Er war ein frommer, aber mittelmäßiger Reimschreiber, wie es viele gab. An einigen Stellen widersprechen sich Grammatik und Reim, ohne dass man weiß, welche von beiden dem anderen geopfert werden sollte.
Die Übersetzung des Bestiariums gab er, wie es viele Übersetzer aus dem Lateinischen taten, unter dem Namen des heiligen Johannes Chrysostomus heraus. Das Ergebnis dieses Übersetzungsversuchs erscheint wenig glücklich, denn der Dichter und sein Werk sind bis heute weitgehend unbekannt geblieben und haben offenbar auch zu ihrer Zeit keinen großen Einfluss ausgeübt.